# Ariel Gamarra
Pablo Ariel Gamarra González (San Miguel, 26 febbraio 2003) è un calciatore paraguaiano, centrocampista dell'Argentinos Juniors.

## Caratteristiche tecniche
Gioca come centrocampista difensivo.

## Carriera

### Club
Gamarra è cresciuto nel settore giovanile dell'Argentinos Juniors, con cui ha debuttato il 16 febbraio 2024 nell'incontro di Copa de la Liga Profesional perso 2-1 contro il Talleres (C).

### Nazionale
Nel 2023 ha partecipato con il Paraguay Under-20 al campionato sudamericano.

## Statistiche

### Presenze e reti nei club
Statistiche aggiornate al 30 maggio 2024.
| Stagione        | Squadra            | Campionato      | Campionato | Campionato | Coppe nazionali | Coppe nazionali | Coppe nazionali | Coppe continentali | Coppe continentali | Coppe continentali | Altre coppe | Altre coppe | Altre coppe | Totale | Totale | Totale |
| Stagione        | Squadra            | Comp            | Pres       | Reti       | Comp            | Pres            | Reti            | Comp               | Pres               | Reti               | Comp        | Pres        | Reti        | Pres   | Reti   |        |
| --------------- | ------------------ | --------------- | ---------- | ---------- | --------------- | --------------- | --------------- | ------------------ | ------------------ | ------------------ | ----------- | ----------- | ----------- | ------ | ------ | ------ |
| 2024            | Argentinos Juniors | PD              | 4          | 0          | CA+CdL          | 1+7             | 0               | CS                 | 2                  | 0                  |             | -           | -           | 14     | 0      |        |
| Totale carriera | Totale carriera    | Totale carriera | 4          | 0          |                 | 8               | 1               |                    | 2                  | 0                  |             | -           | -           | 14     | 0      |        |